# 紅胸長扁鐵甲蟲
紅胸長扁鐵甲蟲（学名：Brontispa longissima）为金花蟲科凸額扁鐵甲蟲屬下的一个种。